# ریتیدکتومی
ریتیدکتومی هم معنای لیفت صورت است. این کلمه از دو کلمهٔ یونانی «ریتیس» به معنای «چین و چروک» و «اکتومه» به معنای «بُرش جراحی» مشتق شده‌است و به معنای رفع و حذف چین و چروک‌های صورت است. این جراحی، یکی از مهم‌ترین جراحی‌های زیبایی صورت است و به منظور جوان سازی چهره مورد استفاده قرار می‌گیرد. برای انجام این جراحی چندین تکنیک و روش کشف شده‌است. این جراحی اصولاً با برداشتن پوست اضافه صورت و غالباً با جمع کردن لایه‌های عمقی صورت انجام می‌شود و منجر به اصلاح پوست بیمار در ناحیه صورت و گردن می‌شود.
به همراه جراحی لیفت صورت اصولاً جراحی‌هایی نظیر جراحی پلک (بلفاروپلاستی- Blepharoplasty) و جراحی‌های دیگری انجام می‌شود. به گونه ای که بیمار در بیهوشی کامل یا خواب عمیق به سر می‌برد.
بر اساس تازه‌ترین نتایج آماری در انجمن جراحان پلاستیک و زیبایی ایالات متحده، لیفت صورت ششمین جراحی زیبایی محبوب در میان مردم است و پیش از آن جراحی‌های لیپوساکشن (چربی کِشی از بدن)، برجسته سازی پستان، ابدومینوپلاستی (چربی کِشی به همراه اصلاح بافت اضافه بدن)، بلفاروپلاستی (جراحی اصلاح افتادگی پلک‌ها) و لیفت پستان قرار دارند.

## تاریخچه
در اوایل قرن بیستم میلادی (سال ۱۹۰۱) اولین جراحی لیفت ثبت شده در تاریخ، به درخواست خانم مسنی که از اشراف‌زادگان شهر برلین بود انجام گرفت. او از جراحش (جراح لیفت) درخواست کرد که با استفاده از جراحی، گونه و بخشهای اطراف دهانش را لیفت کند. این کار با برداشته شدن بخشی از پوست نواحی جلوی گوش انجام شد و به این ترتیب جراحی لیفت صورت به صورت ابتدایی جرقه زده شد. سالهای طولانی (حدود ۷۰ سال) جراحی لیفت صورت به برداشتن قسمتهایی از پوست صورت محدود می‌شد و البته در این سالها، روشهای بخیه زدن و ترمیم پوست بهبود یافت و جراحان دریافتند که با بلند کردن بخشی از پوستهای اطراف و جا به جایی پوست می‌توانند نتایج بهتری به دست آورند؛ ولی مهم‌ترین نقص این روش، پایداری کم نتایج به دست آمده از جراحی لیفت صورت بود. (در ایران تکنیک برخی از جراحان لیفت صورت، هنوز محدود به همین روش می‌باشد و به مراحل بعدی ارتقا پیدا نکرده‌است. برای شناخت این جراحان لیفت، کافیست که به نتایج ۱ سال بعد از جراحی بیماران آنها نگاهی بیندازید و اثر آن را با قبل از جراحی مقایسه کنید. عدم ماندگاری نتایج جراحی و وجود اسکار (جای زخم) بد شکل در محل جراحی، از مشخصات اصلی این روش است.
در دوران جنگ اول جهانی (بین سال‌های ۱۹۱۴ تا ۱۹۱۸) جراحی هلندی به نام یوهانس اسِر یکی از بزرگتر مسائل را در زمینهٔ جراحی پلاستیک تا آن زمان کشف کرد: «روش پیوند بافت». این روش به سرعت در هر دو کشور درگیر با جنگ جهانی یعنی آلمان و انگلستان رایج شد. در همان اثنا هارولد دلف جیلز، جراح انگلیسی روش پیوند بافت اسِر را در دانشگاه‌ها برای تمام کسانی مشتاق یادگیری از او بودند آموزش داد و این‌طور بود که تا امروز به او لقب «پدر جراحی پلاستیک در قرن بیستم» داده‌اند.
در سال ۱۹۱۹ دکتر پاسوت با انتشار مقاله ای در خصوص لیفت صورت به شهرت رسید. این مقاله عمدتاً در مورد بالا کشیدن و اصلاح پوست صورت بود. پس از این، افراد بسیاری شروع به نوشتن مقالات در خصوص جراحی لیفت صورت در دهه ۱۹۲۰ شدند. از این زمان، در مقیاسی بسیار بزرگتر جراحی‌های زیبایی از اساس، ابعادی وسیعتری پیدا کردند. اولین جراح پلاستیک زن، خانومی فرانسوی به نام سوزان نوئل بود که با نام مادام نوئل به شهرت رسید. او نقش ارزنده ای در گسترش این جراحی‌ها ایفا کرد و یکی از اولین کتاب‌های مهم را در خصوص جراحی زیبایی نوشت. عنوان این کتاب «جراحی زیبایی و نقش اجتماعی آن» بود.

## جراحی نوین لیفت صورت
در سالهای اخیر جراحی لیفت صورت از مدل اولیه خود که برداشتن پوست تنها بود تغییر کرده و در جراحی نوین در سالهای اخیر جراحی لیفت صورت از مدل اولیه خود که برداشتن صرفاً پوست بود تغییر کرده و در جراحی نوین لیفت صورت، دیگر پوست به صورت زیادی برداشته نمی‌شود، بلکه به صورت محافظه کارانه، بخشهای اضافی آن حذف می‌شود. به کشش بافتهای عمقی صورت توجه می‌شود و بهترین کشش را زمانی براین بافتها ایجاد می‌کنند که ابتدا بافتهای عمقی صورت به خوبی از اطراف خود آزاد شوند. با آزاد شدن بافتهای عمقی صورت، آنها را به راحتی به هر جهت می‌توان جابه‌جا کرد. همچنین در سالهای اخیر دیده شده که اگر جابه جایی بافتهای عمقی صورت به سمت بالا باشد نتایج بهتری نسبت به زمانی که جابه جایی بافتها به سمت عقب است حاصل می‌شود.

## لیفت های غر جراحی صورت
لیفت غیر جراحی با **پلاسما جت** یک روش نوین برای جوان‌سازی پوست است که بدون نیاز به جراحی، افتادگی و چین‌وچروک را کاهش می‌دهد. این تکنیک با استفاده از **پلاسما**، لایه سطحی پوست را تصعید کرده و باعث جمع شدن لایه‌های زیرین می‌شود، که در نتیجه پوست سفت‌تر و لیفت می‌شود. **پلاسما جت** برای لیفت پلک، کاهش چین‌وچروک اطراف چشم و دهان، و بهبود اسکارهای پوستی کاربرد دارد. این روش کم‌تهاجمی بوده و بدون نیاز به بیهوشی عمومی، نتایج طولانی‌مدتی ارائه می‌دهد. کنید.این جمله با اطلاعات یک منبع معتبر پشتیبانی می‌شود.

## لیفت صورت با نخ
لیفت با نخ یک عمل زیبایی است که جایگزینی کم تهاجمی برای جراحی لیفت صورت ارائه می‌دهد. لیفت نخ ادعا می‌کند که پوست شما را با قرار دادن مواد با نخ پزشکی مخصوص در صورت شما سفت می‌کند و سپس با سفت کردن و کشیدن نخ، پوست شما را به سمت بالا می‌کشد. این روش اخیرا محبوبیت زیادی پیدا کرده و بسیاری از افراد ترجیح می‌دهند را به جای روش‌های تهاجمی و جراحی انتخاب کنند.

## مزایای لیفت صورت
اصلی‌ترین مزیت لیفت صورت، جوان‌سازی پوست صورت است. این مورد باعث افزایش اعتماد به نفس و کاهش اضطراب در افراد می‌شود. لیفت صورت با جوان‌سازی و رفع چین و چروک‌های صورت کمک زیادی به رفع علائم پیری می‌کند. اما تمامی چین و چروک‌ها رفع نمی‌شوند و آسیب‌های ناشی از نور خورشید به پوست را نمی‌تواند معکوس کند.

## معایب لیفت صورت
مانند همه جراحی‌ها، لیفت صورت نیز دارای مشکلاتی است؛ اما در همه افراد یکسان نیست و موارد زیر در همه افراد ممکن است رخ ندهد:
- واکنش به بیهوشی
- خونریزی زیر پوست
- عفونت
- آسیب به اعصاب تأمین کننده ماهیچه‌های صورت
- بی‌حسی (در نواحی صورت) که ممکن است ۶ ماه تا یک سال طول بکشد.
- ریزش مو
- از دست دادن بافت
- جای زخم
- لخته شدن خون در وریدهای بزرگ که به قلب و ریه‌ها می‌رسد. (در موارد بسیار محدود)
- نامتوازن شدن صورت [۱۰]

## مراقبت‌های بعد از جراحی لیفت صورت
- شما باید از زخم‌های خود به خوبی مراقبت کنید تا دچار عفونت نشوند.[۱۱]
- در صورتی که موهای خود را با سشوار خشک می‌کنید آن را روی درجه کم قرار دهید زیرا حرارت بالا نباید به صورت شما بخورد زیرا امکان دارد پوست شما هنوز بی‌حس باشد و شما حرارت بالای سشوار را متوجه نشوید.[۱۲]
- بعد از گذشت یک ماه با مشورت پزشک می‌توانید موهای خود را رنگ کنید.[۱۳]
- آرایش صورت بعد از برداشتن بخیه‌ها امکان‌پذیر خواهد بود ولی مواد آرایشی نباید بر روی زخم‌ها قرار بگیرند.

## ماندگاری لیفت صورت
ماندگاری لیفت صورت و لیفت گونه به عوامل مختلفی بستگی دارد.
- تکنیک و روش جراحی
- کیفیت پوست و کلاژن ها
- مراقبت‌های بعد از جراحی

و عوامل دیگری مانند قرار گرفتن در معرض آفتاب، سیگار کشیدن، استرس و... تاثیر به سزایی دارد. به طور کلّی معمولاً ماندگاری این عمل بین 7 تا 15 سال است. بعد از گذشت چندین سال امکان لیفت مجدد وجود دارد.
1. ↑  "Plastic Surgery Statistics". American Society of Plastic Surgeons (به انگلیسی). Retrieved 2022-10-19.
2. ↑  دکتراکبربیات. «ریتیدکتومی | لیفت صورت».
3. ↑  بلفاروپلاستی چیست و هزینه، مراحل و عوارض احتمالی جراحی پلکمجله خبری پوست و زیبایی خانه سفید. دریافت شده در ۲۷ اوت ۲۰۲۲
4. ↑  دکتر اکبر بیات. «ریتیدکتومی | لیفت صورت».
5. ↑  بلفاروپلاستی چیست؟ توضیح جامع و کامل جراحی‌های زیبایی صورت (۲۰۲۲-۰۷-۱۱). «جراحی پلک در تهران». RMC. بایگانی‌شده از اصلی در ۲۶ دسامبر ۲۰۲۲. دریافت‌شده در ۲۰۲۲-۱۲-۲۶.
6. ↑  دکتراکبربیات. «ریتیدکتومی | لیفت صورت».
7. ↑  دکتر میترا توتونچی (تاریخ انتشار). "روش های لیفت غیر جراحی". کلینیک پوست مو و زیبایی دکتر هلن. دکتر هلن. Retrieved https://helenskin.com/blog/articles/P45340-%D9%BE%D9%84%D8%A7%D8%B3%D9%85%D8%A7-%D8%AC%D8%AA.html. {{cite web}}: Check date values in: |accessdate= و |date= (help); External link in |accessdate= (help)
8. ↑  با مزایا و معایب لیفت صورت بیشتر آشنا شویم. «لیفت صورت با نخ». گلوریا سنتر. دریافت‌شده در ۲۰۲۲-۱۲-۱۲.
9. ↑  غلامحسین غرابی - مزایا و معایب جراحی. «لیفت صورت». دریافت‌شده در ۲۰۲۲-۰۶-۰۹.
10. ↑  همه چیز درباره لیفت گونه و صورت از نظر متخصصین کلینیک دکتر اکبری | عوارض لیفت گونه
11. ↑  Baker, DC (July 1983). "Complications of cervicofacial rhytidectomy". Clinics in Plastic Surgery. 10 (3): 543–62. doi:10.1016/S0094-1298(20)31873-3. PMID 6627843.
12. ↑  Moyer, JS; Baker, SR (August 2005). "Complications of rhytidectomy". Facial Plastic Surgery Clinics of North America. 13 (3): 469–78. doi:10.1016/j.fsc.2005.04.005. PMID 16085292. S2CID 28878512.
13. ↑  Rees, TD; Aston, SJ (January 1978). "Complications of rhytidectomy". Clinics in Plastic Surgery. 5 (1): 109–19. doi:10.1016/S0094-1298(20)32193-3. PMID 639438.